# Liste der guatemaltekischen Botschafter in Belgien
Der Leiter der Gesandtschaft ist auch in den Niederlanden und bei der Europäischen Union akkreditiert.
Der Dienstsitz ist Avenue Winston Churchill 185, 1180 Bruxelles
| Ernennung | Name                          | Bemerkungen                                                                             | Posten Verlassen |
| --------- | ----------------------------- | --------------------------------------------------------------------------------------- | ---------------- |
| 1849      | José Mariano Rodriguez        | [ 1 ]                                                                                   |                  |
| 1953      | Coronel Augusto Morales       |                                                                                         |                  |
| 1959      | Mauricio Claudio Rosal        | (* 23. Dezember 1912) vertrat als Konsul in Paris Honduras auf der Konferenz von Évian. | 3. Oktober 1960  |
| 1965      | Carlos Paredes Luna           |                                                                                         |                  |
| 1998      | Julio Armando Martini Herrera |                                                                                         |                  |